# Mike Henry
Mike Henry (* 7. listopadu 1965 Pontiac, Michigan) je americký hlasový herec, komik a producent. Je známý svou prací na animovaném televizním seriálu Griffinovi, kde mimo jiné píše a produkuje epizody a namlouvá Clevelanda Browna, Herberta, Bruce a Consuela. Spoluvytvořil spin-off Cleveland show (2009–2013), ve kterém také hrál. V televizním seriálu The Orville ztvárnil vedlejší roli, Danna.